# Bugaj (Starachowice)
Bugaj – część miasta Starachowice, w osiedlu administracyjnym Stadion. Leży w północnej części miasta. Ma charakter przemysłowy. 
Znajdują się tu dwa cmentarze: parafialny (od 1937 roku) oraz komunalny (od 2017 roku).
Znajduje się tu pętla autobusowa Bugaj, gdzie docierają linie 0, 1, 2, 3, 5, 8, 19, 20, 22, 23 komunikacji miejskiej.
Przez osiedle przebiega ulica o nazwie Bugaj. Znajdowały się przy niej drewniane baraki socjalne, których budowę rozpoczęto w 1917 r. i kontynuowano w latach 20. Wyburzono je w 2016 roku.
W pobliżu znajduje się Leśniczówka Bugaj.